# J2000.0

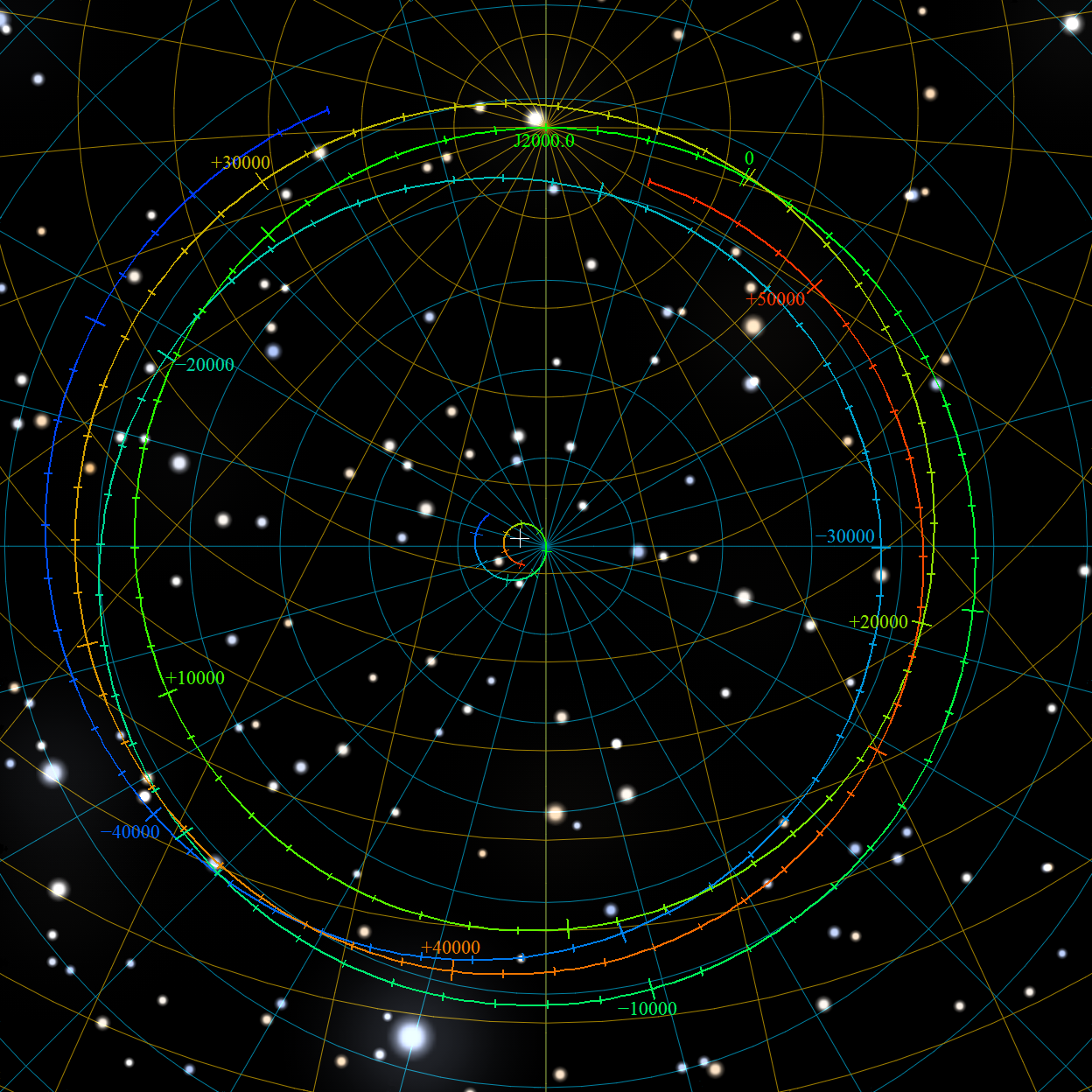
La projection du chemin de précession du pôle Nord sur le ciel fixe de l'époque J2000.0 pour l'intervalle de temps de 48000 avant notre ère à 52000 notre ère. Pour cette raison, le point vernal change avec le temps, et les coordonnées des étoiles doivent être spécifiées dans une époque donnée.

En astronomie, l'expression J2000.0 (ou J2000) désigne le jour julien 2 451 545,0 TT, c'est-à-dire le 1er janvier 2000 dans le calendrier grégorien à midi exactement du temps terrestre (12 h 0 min 0 s TT), c'est-à-dire à 11 h 58 min 55,816 s UTC (11 h 59 min 27,816 s TAI). Cette date est définie comme l'époque standard internationale depuis 1984 pour les données variables dans le temps. C'est notamment le cas des coordonnées célestes équatoriales dont les coordonnées J2000.0 servent de référence. Quand on donne les coordonnées d'un astre, il est théoriquement nécessaire de spécifier l'époque en raison de la précession et la nutation de la Terre. Ces deux phénomènes, que l'on sait parfaitement calculer, changent la position du point vernal, qui sert de point de référence.